# 棱叶韭
棱叶韭（学名：Allium caeruleum）为葱科葱属的植物。分布在西伯利亚、伏尔加河下游发区、中亚地区以及中国大陆的新疆等地，生长于海拔1,100米至2,300米的地区，一般生于较干旱的山坡以及草地上，目前尚未由人工引种栽培。